# Black & White (The Maine)
Black & White è il secondo album in studio del gruppo musicale statunitense The Maine, pubblicato nel 2010.

## Tracce
1. Don't Stop Now – 3:36
2. Right Girl – 3:36
3. Growing Up – 4:00
4. Fuel to the Fire – 3:11
5. Inside of You – 3:50
6. Every Road – 3:37
7. Listen to Your Heart – 3:15
8. Saving Grace – 3:53
9. Give It to Me – 2:42
10. Color – 3:41

- Tracce Bonus (Ed. Digitale)

1. Right Girl (acoustic) – 3:42
2. Inside of You (acoustic) – 3:46

- Tracce Bonus (Edizione Europea)

1. Untangle Me (B-side) – 3:20
2. Free (home recording) – 3:22
3. Book of Me and You (home recording) – 3:01
4. Whoever She Is (home recording) – 4:01

## Formazione
- John O'Callaghan – voce, piano
- Jared Monaco – chitarra
- Kennedy Brock – chitarra, cori
- Garret Nickelsen – basso
- Pat Kirch – batteria, percussioni